# Limnologija
Limnologija (grčki λἰμνη jezero + -logija), grana hidrologije koja se bavi istraživanjem jezera, napose fizikalnim i kemijskim svojstvima jezerske vode i biologijom jezera.
François-Alphonse Forel (1841. – 1912.) je osnovao polje limnologije vlastitim proučavanjem Ženevskog jezera. Limnologija je tradicionalno blisko srodna hidrobiologiji koja se bavi primjenom principa i metoda fizike, kemije, geologije i geografije na ekološke probleme.

## Organizacije
- Američko limnološko i oceanografsko društvo
- Australsko društov za limnologiju
- Europsko limnološko i oceanografsko društvo
- Njemačko limnološko društvo (www.dgl-ev.de)
- Talijansko udruženje za oceanologiju i limnologiju (AIOL) (www.aiol.info - R.Bertoni)
- Japansko limnološko društvo
- Societas Internationalis Limnologiae (limnology.org)